# Lac des Rives
Le lac des Rives, aussi appelé Lac des Aygues, est un lac temporaire pouvant aller jusqu'à une superficie d'une quinzaine d'hectares et une profondeur d'une quinzaine de mètres. Il apparait irrégulièrement au nord du village des Rives, sur le plateau du Larzac en France. Contrairement aux idées reçues, ce lac ne « sort » pas (des nappes phréatiques ou des grottes qui se rempliraient et déborderaient), il est issu d'eaux de ruissèlement, conséquence de pluies abondantes, qui ne peuvent s’infiltrer du fait de la géologie du lieu avec un colmatage partiel de la zone.
| Le lac en septembre 2023 |

|  |  |

## Localisation
Le lac apparait à l'ouest de la départementale D151 sur la commune des Rives, à environ deux kilomètres au nord du village, dans la direction du hameau de Combefère.

## Formation
Les études réalisées sur le sujet par le professeur Paul Ambert, géomorphologue au CNRS, décrivent une vaste cuvette de plusieurs dizaines d'hectares colmatée par un mélange de dolomies ruiniformes du Bathonien qui s'érodent en un sable très fin ainsi que des argiles.
Cela forme le « grésou » qui contribue à étanchéification de cette dépression karstique, l’aven des Aygas, où se forme le lac des Rives. Les écoulements d'eau de pluie en surface et les eaux s’infiltrant dans le massif calcaire situé autour viennent par gravité le remplir et ne peuvent pas s'infiltrer dans le fond du poljé. Le remplissage du lac est proportionnel à la quantité de précipitations (intensité et durée) dans la zone. L'eau disparait ensuite essentiellement par évaporation et si des précipitations viennent régulièrement la compenser avant que le lac ne se vide totalement, il peut perdurer plusieurs mois voire plusieurs années.
"Cette dépression voit les eaux de ruissèlement normalement s'évacuer par des puits et des fissures situés au fond du poljé. En fonction des circonstances météorologiques et de        l'intensité du ruissèlement, ces puits et fissures peuvent être partiellement ou totalement        colmatés par un mélange de sable et d'argiles, localement appelé le « grésou », ou au contraire nettoyées de ce « grésou » accumulés les mois précédents. En cas de très fort        cumul de précipitation et si les puits et fissures d'évacuation sont bouchés, se forme alors        un lac temporaire, le lac des Rives."

## Histoire
Selon les sources dont on dispose, le lac est apparu une dizaine de fois dans l'histoire récente, la dernière datant de septembre 2023 après un épisode de fortes pluies.
| Apparitions récentes | Durée estimée | Sources |
| 1933                 | 3 ans         | [ 2 ]   |
| 1956                 | 6 mois        | [ 2 ]   |
| 1963                 | 1 an          | [ 2 ]   |
| 1969                 |               | [ 2 ]   |
| 1977                 |               | [ 2 ]   |
| 1985                 |               | [ 2 ]   |
| 1987                 |               | [ 2 ]   |
| 1996                 |               | [ 2 ]   |
| 1997                 |               | [ 2 ]   |
| 2004                 |               | ,       |
| 2014                 |               | ,       |
| 2023                 | 3-4 jours     | ,       |
| -------------------- | ------------- | ------- |

## Faune
Des chirocéphales évoluent dans le lac. Ces petits crustacés ont la capacité de renaitre dans un milieu saturé d'humidité. Lorsque le lac se vide, cet animal peut végéter pendant des dizaines voire centaines d'années jusqu'à la prochaine apparition du lac. Certains batraciens (comme des grenouilles et des tritons) font également leur apparition lorsque le lac est en eau.

### Textes et brochures scientifiques
- « La fiche du lac des Rives », sur le bureau des recherches géologiques et minières (consulté le 2 septembre 2015)
- Laurent Bruxelles et Alain Caubel, « Lacs temporaires et circulations de surface sur le causse de l'Hospitalet du Larzac en 1996 : fonctionnement et implications géomorphologiques », Bulletin de la société languedocienne de géographie « De l'inondation à l'assèchement, comment domestiquer les eaux du biterrois »,‎ 1997, p. 269-288 (ISSN 0373-3297, lire en ligne [PDF], consulté le 2 septembre 2015)

### Autres ressources
- Le Lac des Rives, une vidéo de Jean-Marc Roger